# Hot Space
Hot Space је десети студијски албум британског рок бенда Квин, издат у мају 1982. године. Обележавајући драстичну промену правца у односу на раније радове, бенд је употребио елементе диска, поп музике, ритам и блуз и денс музике на албуму, делимично инспирисан успехом хита из 1980. "Another One Bites the Dust". Ово је начинило албум мање популарним од стране фанова који су више желели традиционални рок стил који асоцира на групу.
Одлука групе да сними албум који је окренут ка денс музици последица је великог успеха песме "Another One Bites the Dust" у САД (а у мањем рангу и у Великој Британији). Други сингл са албума, "Body Language", достигао је 11. место на америчким листама.
"Under Pressure", песма која је настала сарадњом са Дејвидом Боуијем, издата је 1981. и постала други број један на британским листама. Песма је била одвојени пројекат и снимана је пре албума и конфликата који су настали због новог звука бенда (који је окренут диску). Други сингл са албума, "", достигао је једанаесто место на америчким листама.
У јулу 2004. године, Кју магазин је поставио ’’Hot Space’’ као један од петнаест најбољих албума где су великани рок музике изгубили компас. Већи део албума је сниман у Минхену током најтурбулентнијег периода у историји групе, а Роџер Тејлор и Брајан Меј су критиковали нови звук, будући да су имали лоше мишљење на утицај који је имао Пол Прентер, менаџер Фредија Меркјурија. Процењена продаја албума стаје на око 4 милиона копија.

## Жанрови и стилови албума
Пре 1979, Квин никада није користио клавијатуре на својим албумима. Почевши са албумом The Game, група је кренула да користи Оберхајм OB-X синтисајзере у својим песмама ("Play the Game" и "Save Me" су примери), и наставили су са таквим радом. На албуму Hot Space бенд је отишао још даље, представљајући машину за бубњеве први пут. Као одлазак од претпознатљивог звука групе седамдесетих, већи део албума представља мешавина ритам и блуза, фанк, денс и диско музике – док су "рок" песме наставиле у правцу поп-рока који је сличан претходном албуму (изузетак је песма "Put Out the Fire"). Презирући нови звук, Брајан Меј и Роџер Тејлор су били веома лошег мишљења на утицај који је Пол Прентер, лични менаџер Фредија Меркјурија, имао на њега између раних осамдесетих и 1984. Прентер је наводно забранио приступ осталим члановима Меркјурију.

## Песме

### ""
Аранжман хорни за песму "Staying Power" додао је Ариф Мардин (који је такође био продуцент Чаке Кан и додавао хорне на песме групе Би Џиз и Арете Френклин). "Staying Power" је била извођена на пратећој Hot Space тури, али знатно брже и теже, укључујући и праве бубњеве који замењују машину као и гитаре и клавијатуре које замењују хорне (овај аранжман у ствари није садржао бас-гитару, пошто је Џон Дикон свирао гитару уз Меја; звук уз овај аранжман је свирао Меркјури). Такође је свирана на наредној тури бенда, која је имала име "The Works", али у знатно мањој фреквенцији него на "Hot Space" тури. У Јапану је песма издата као сингл у јулу 1982. Песма је такође издата у САД, новембра 1982. Није успела да се пласира на листама у обе земље. Мардинове секције су снимане у студију Record Plant у Њујорку. На првобитном демо снимку се налазила гитара на месту хорни.
Бас деоница песме "Dancer" свирана је на синтисајзеру (Оберхајм OB-Xa) од стране Меја. Сама песма – спој рока и диска – некако се сматра као следбеник песме "Dragon Attack" са албума The Game из 1980. у томе да спаја тешке елементе музике са ритмичним, као што је чинио и Лед зепелин. Гласовна порука на крају песме је на немачком језику, и снимљена је у соби једног минхенског хотела; литералан превод гласи: "Добро јутро, ово је ваш позив за буђење". Текст ове песме је значајан јер је једини у коме се спомиње име самог албума.
Песма "Back Chat", коју је написао Дикон, највише је инспирисана музиком црнаца. Уз свакако присутне бас деонице, Дикон такође свира ритам гитару,  електрични клавир and клавијатуре на песми. Као сингл, највише место која је достигла на британској листи је четрдесето. У видео коментару на Greatest Video Hits 2, Тејлор је јасно назначио да му се не свиђа музички спот за песму.
"Body Language" је атипична песма у каталогу групе, будући да је једини сингл који не садржи гитару (осим завршних нота, које се чују јасније у ремиксу из 1991. године). Меркјури, који је написао песму на бас-клавијатури, претходно је истражио потенцијал инструмента са доприносима на албуму за истоимени филм Флеш Гордон. Музички спот, који је садржао шкрто обучене моделе који се грче један уз другог, био је сматран контроверзним на неки начин и учињен је забрањеним у многим земљама. Песма се такође појављује у документарцу Стрипер из 1984. године, уз коју је плесао један од истоимених плесача.
"Action This Day", једна од две песме Роџера Тејлора која се појављује на албуму, јасно је добила инспирацију од покрета новог таласа, популарног у то време; она садржи лупајућу машину за бубњеве у двочетвртинском такту као и соло на саксофону, одсвиран од стране италијанског музичара Дина Солере. Песма је добила назив од једне узречице коју је Винстон Черчил припајао на важне документе, такође и рекапитулира тему социјалног схватања коју је Тејлор употребио у већини својих песама. Бенд је свирао "Action This Day" уживо на Hot Space тури са прикладнијим аранжманом, замењујући машину за бубњеве и бас-синтисазјер са рок ритам секцијом као и праве клавијатуре које замењују саксофонски соло. Строфе су дуети између Тејлора и Меркјурија, а у рефрену се чују оба гласа.
- Званични спот (Live at the Bowl) на веб-сајту

"Put Out the Fire" јесте песма против оружја коју је написао Меј. Меркјури пева већином главне вокале, а Меј их једино пева на крају сваке строфе у фалсету. Он је одсвирао соло на гитари под дејством алкохола (након већег броја неуспешних покушаја). Текст прве песме снажно алудира на убиство Џона Ленона од стране Марка Дејвида Чепмена, са стиховима као што су;
"Звали су га херојем" (Ленон), "У земљи слободних" (запад/Америка), "Али није хтео да ми пружи руку" (нејасно, пошто Ленон јесте потписао плочу Чепмену), "Разочарао ме је", (Чепмен је очигледно био разочаран Леноновим одбијањем схватања Бога и/или његовом музиком коју је последњу сачинио), "Зато сам узео пиштољ, и одувао сам га". Ленонова смрт била је свежа и скора за много људи укључујући фанове у које спада Квин, (Битлси су имали велики утицај на групу) а Меркјуријева песма "Life Is Real (Song For Lennon)" која одмах следи није случајно доспела на то место.
Иако песма никада није издата као сингл, "Put Out the Fire", "најтрадиционалнија" песма на албуму, каснија се појавила на компилацији Queen Rocks из 1997. Нови видео спот је такође направљен за нову компилацију, на коме се истиче верзија ове песме уживо са ефектима ватре и експлозија убаченим између.